# Elise Ottesen-Jensen

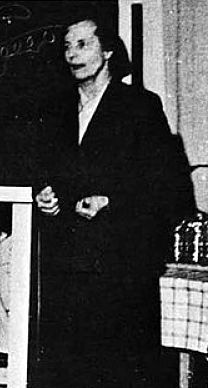
Elise Ottesen-Jensen (1940)

Elise Ottesen-Jensen, geborene Elise Ottesen, Pseudonym Ottar, (* 2. Januar 1886 in Høyland, heute Sandnes, Norwegen; † 4. September 1973 in Stockholm) war eine norwegisch-schwedische Sexualaufklärerin, Sozialreformerin, Journalistin und anarchistische Aktivistin, die für Rechte der Frauen auf sexuelle Selbstbestimmung kämpfte und sexuelle Aufklärung förderte.

## Leben
Elise Ottesen wurde 1886 als 17. von 18 Kindern eines Geistlichen geboren. Ein prägendes Erlebnis war für Ottesen die Schwangerschaft der jüngeren Schwester Magnhild. Der Vater schickte die unverheiratete Schwangere zur Entbindung nach Dänemark, um die Schwangerschaft zu verheimlichen. Magnhild musste nach ihrer Rückkehr in eine Anstalt für psychisch Kranke eingewiesen werden und beging später Selbstmord. Dies konnte Ottesen ihrem Vater nie verzeihen und das Schicksal der Schwester wurde für Ottesen lebenslanger Antrieb für ihren Kampf für Frauenrechte.
Zunächst studierte Ottesen Zahnmedizin, doch bei einer Explosion in einem Chemielabor verlor sie mehrere Finger und sie begann für eine Tageszeitung zu arbeiten. Aufgrund der grassierenden Armut in Skandinavien engagierte sich Ottesen für die Arbeiterbewegung und unternahm mehrere Versuche, Arbeiterinnen zu organisieren. Bald schon suchten diese aber auch Rat in Fragen von Ehe und Sexualität.
Zum Ende des Ersten Weltkriegs traf Ottesen den schwedischen Anarchosyndikalisten und Friedensaktivisten Albert Jensen. Das Paar heiratete und Elise Ottesen nahm den Doppelnamen Ottesen-Jensen an. Als Albert Jensen aufgrund seiner politischen Betätigung aus Norwegen ausgewiesen wurde, ging sie mit ihm nach Dänemark. Dort gebar Ottesen-Jensen ein Kind, das allerdings bald nach der Geburt starb. Auch Dänemark mussten die Jensens verlassen und zogen nach Schweden. Dort lernte Ottesen-Jensen einen Arzt kennen, der ihr den Gebrauch eines Diaphragmas erklärte. Anschließend ging sie auf eine landesweite Reise, um schwedischen Arbeiterinnen Verhütungsmethoden zu erklären. Zudem engagierte sie sich intensiv für das Recht der Frauen auf sexuelle Selbstbestimmung, sexuelles Vergnügen, freie Abtreibung, die Aufhebung der Gesetze gegen Verhütung und für die Rechte von Homosexuellen. Da ihre Aktivitäten gegen geltende Gesetze verstießen, drohten ihr hohe Strafen. Ottesen-Jensen wurde Mitglied der schwedischen anarcho-syndikalistischen Gewerkschaft Sveriges Arbetares Centralorganisation und engagierte sich auch hier für Frauenrechte.
In den 1920er-Jahren schrieb Ottesen-Jensen regelmäßig für die Zeitung Arbetaren über Frauenthemen. Nach Meinungsverschiedenheiten mit den Kollegen über ihre offene und tabulose Sprache, gründete sie 1925 ihre eigenen Zeitschrift Vi kvinnor (dt. Wir Frauen), die allerdings nicht lange bestand. Später schrieb sie für die anarchistische Zeitschrift Brand.
Im Jahr 1933 gründete Ottesen-Jensen gemeinsam mit Ärzten und Gewerkschaftsvertretern Riksförbundet för Sexuell Upplysning (Reichsverband für Sexualaufklärung) und war bis 1956 dessen erste Präsidentin. Ottesen-Jensen war außerdem 1953 Mitbegründerin der International Planned Parenthood Federation (IPPF).

## Ehrungen
2001 benannte der Reichsverband für Sexualaufklärung sein Bulletin in „Ottar“ um.

## Rezeption
- Krieg der Träume. 1918–1939. Dokumentation, arte, 2018

## Werke
- Ovälkomna barn: ett ord till kvinnorna. 1926
- Människor i nöd : Det sexuella mörkrets offer. 1932
- mit Nils Nielsen: ABC för ett lyckligt äktenskap. 1947
- Och livet skrev. 1965
- Livet skrev: memoarer 1886–1966. Ordfront, 1966
- Arbetarrörelsen - männens eller mänsklighetens rörelse?. Federativs, 1980